# 小行星4580
小行星4580（4580 Child）是一颗绕太阳运转的小行星，为主小行星带小行星。该小行星于1989年3月4日发现。

## 轨道参数
小行星4580的轨道半长轴为2.6380244 UA，离心率为0.104。